# Lisbon (Luisiana)
Lisbon es una villa ubicada en la parroquia de Claiborne en el estado estadounidense de Luisiana. En el Censo de 2010 tenía una población de 185 habitantes y una densidad poblacional de 5,44 personas por km².

## Geografía
Lisbon se encuentra ubicada en las coordenadas 32°47′22″N 92°52′2″O / 32.78944, -92.86722. Según la Oficina del Censo de los Estados Unidos, Lisbon tiene una superficie total de 33.99 km², de la cual 33.99 km² corresponden a tierra firme y (0%) 0 km² es agua.

## Demografía
Según el censo de 2010, había 185 personas residiendo en Lisbon. La densidad de población era de 5,44 hab./km². De los 185 habitantes, Lisbon estaba compuesto por el 65.41% blancos, el 34.59% eran afroamericanos, el 0% eran amerindios, el 0% eran asiáticos, el 0% eran isleños del Pacífico, el 0% eran de otras razas y el 0% pertenecían a dos o más razas. Del total de la población el 0.54% eran hispanos o latinos de cualquier raza.